# Region Gotland
Region Gotland (o comune di Gotland) è al contempo il Län per la Contea di Gotland e un comune svedese di 57 343 abitanti. Il comune ha responsabilità estese per compiti che normalmente appartengono alle regioni; dal 2011 il comune è anche responsabile dello sviluppo regionale e da allora ha iniziato ad utilizzare il nome Region Gotland invece di "comune di Gotland".
L'amministrazione ha sede nella cittadina di Visby. 
È l'unica municipalità dell'isola omonima, al largo della costa della Svezia centrale, sul mar Baltico.

## Località
Nel territorio comunale sono comprese le seguenti aree urbane (tätort):
- Visby, 22 017 (dati al 2000)
- Hemse, 1 766
- Slite, 1 617
- Klintehamn, 1 431
- Vibble, 1 057
- Romakloster, 877
- Fårösund, 816
- Lärbro, 512
- Havdhem, 343
- Burgsvik, 335
- Stånga, 334
- Västerhejde, 296
- Ljugarn, 295
- Roma Kungsgård, 282
- Väskinde, 280
- Tingstäde, 277
- När, 202
- Sundre, 24

## Amministrazione

### Gemellaggi

Bandiera dell’isola

- Gozo
- Gammalsvenskby
- Slagelse
- Mariehamn
- Soest
- Valkeakoski
- Tukums
- Kragerø
- Ösel
- Rodi
- Lubecca